# 超級星光大道 (第一屆)
《超級星光大道1》是台灣電視歌唱選秀節目《超級星光大道》的第一屆賽事，合作單位是華研國際音樂，以一百位甄選的初賽參賽者為起端，共播出28集，主要評審有袁惟仁、黃韻玲、鄭建國（Roger）和張宇。中視無線台於2007年1月12日至2007年7月13日，星期五晚間9時30分播出；中天娛樂台則延遲一天於晚間10時00分播出。由本季節目參賽者產生出來的「星光幫」，不只使得《超級星光大道》創下高收視率，也讓節目參賽者與節目內容本身在台灣造成了社會話題，一舉打開該節目在華人世界的知名度。

## 概說
2007年初開始的《超級星光大道》第一屆賽事，主要評審有袁惟仁、黃韻玲、鄭建國（Roger）與張宇，合作單位是華研國際音樂，以百位以上的初賽參賽者為起端，進行內容不一的競賽。經過五個月初賽、複賽等過程後，2007年5月起，該節目進入正式決賽，前十強參賽者產生後，這些大多為在學學生的參賽者被暱稱為「星光幫」。開場口號由主持人陶晶瑩獨喊：「《超級星光大道》，你應該當明星！」
第一屆節目甫開播，以15至24歲台灣女性為最大收視群，但收視率並不高。第一集播出收視率0.8%。不過至2007年6月8日，總體收視率已達到6.87%，總決賽最高達到8.77%，成長10倍以上，突破台灣傳統上較受觀眾歡迎的八點檔連續劇，創下近六年來收視率的最高紀錄，為台灣近年少見的熱門綜藝節目。

## 星光幫
一般所稱的「星光幫」，指的是第一屆比賽的前十名參賽者：林宥嘉、周定緯、潘裕文、盧學叡、劉明峰、楊宗緯、許仁、謝震廷、李宣榕、安伯政。因各有其個人獨特的風格，迅速竄紅，吸引了很多歌迷的喜愛與支持，紛紛為他們組織後援會。華研國際音樂在比賽結束後，安排發行兩張合輯《星光同學會-超級星光大道10強紀念合輯》與《愛星光精選-昨天今天明天》(後來徐凱希（徐宛鈴）加入第二張專輯合唱，也被視為「星光幫」的一員)，以及之後的宣傳活動，簽唱會、演唱會均冠以「星光幫」名號。
星光幫是2007年臺灣最受歡迎的歌唱團體，Yahoo!奇摩2007年度十大受歡迎歌手的第一名，廣受觀眾喜愛與支持，只要有星光幫出現的節目，整段收視率為之飆高。第一張合輯更在G-music排行榜以 66.22% 的銷售比創下歷史新紀錄。「星光幫紅翻天」現象更列為Yahoo!奇摩2007年度十大發燒新聞第2名。BBS上也可見他們走紅的程度，星光幫的專版與美國職棒大聯盟投手王建民專版更同時有過6千人在網上討論的紀錄。
2007年12月29日，驊訊電子與ezPeer+在國立臺灣大學綜合體育館主辦《星光幫之老師同學會》售票演唱會，楊宗緯、林宥嘉、周定緯、潘裕文、許仁各有20分鐘的表演，創下台灣歌壇未發個人專輯就辦售票演唱會的紀錄。
因第二屆比賽的參賽者被稱呼為「星光二班」，第一屆的前十強也相對有「星光一班」之稱，但多僅在節目上使用。
2008年3月1日台灣舉辦的「2007年Hito流行音樂獎頒獎典禮」，星光幫獲得「Hito聲猛新人」和「最受歡迎新人」兩個獎項。

2008年7月30日香港舉辦的「2008年度新城國語力頒獎禮」，星光幫獲得「新城國語新勢力組合」和「新城國語力人氣偶像大獎 」兩個獎項。

## 賽程紀錄
| 集數 | 首播日期   | 收視率 | 比賽主題                                    | 被淘汰者／備註                                                |
| --- | ---------- | ------ | ------------------------------------------- | ------------------------------------------------------------- |
| 01 | 2007/01/05 | 0.76   | 超級星光大道選秀會                          | －                                                            |
| 02 | 2007/01/12 | 1.30   | 百萬巨星殊死戰(上)                          | －                                                            |
| - 本集評審：王偉忠、黃韻玲、袁惟仁、馮凱、鄭建國、郭子乾、蔡康永 - 第一屆的百人初選，由賽前舉行的甄選會選出100位參賽者，共分上下兩集播出。 - 比賽標準：演唱技巧占30%，台風外型占30%，明星特質占40%，評審每人有五分，每位參賽者有30秒的表演時間，沒有過關可有加分題，分數到了紅色區域就過關。 - 未過關：鄭筱君（遺失的美好/張韶涵）、 樊知映（新不了情/萬芳）、紀文豪（黑色幽默/周杰倫）+（死了都要愛/信樂團）、魏淑鈴（first love/宇多田光）、羅瑤（姊妳睡了嗎/徐若瑄）+（鬥志/徐若瑄）、林彥銘（愛上你是一個錯/楊培安）+（我期待/張雨生）、李元智（你怎麼捨得我難過/黃品源）、顧清介（若無其事/光良）、吳敬晨（挑釁/信樂團）、莊子瑩（愛一直閃亮/羅美玲）、潘筱嵐（我要的選擇/張韶涵）、方華（愛瘋了/戴佩妮）+（Close to you/Olivia）……。 - 過關：夏琳（往日情/李玟）、陳相融（Superwoman/曹格）、張文綺（唯舞獨尊/蔡依林）、林佩薇（我要快樂/張惠妹）、安琪（小情歌/蘇打綠）、謝震廷（forever love/王力宏）+（Superwoman/曹格）、李珮如（遺失的美好/張韶涵）、楊宗緯（愛你等於愛自己/王力宏）+（always/倖田來未）、王俞勻（only one/順子）+（自己/李玟）、侯政廷（戒不掉/庾澄慶）、陳亭慧（手太小/林曉培）、巫宗翰（王八蛋/陶喆）+（天天/陶喆）、周定緯（江南/林俊傑）、吳昕可（真實/張惠妹）+（哭不出來/張惠妹）、陶研紋（Hero/Mariah Carey）、張修瑋（給我你的愛/Tank）……。 - 比賽結果：50人參賽，當中有20位選手過關，其餘30位選手確定淘汰。 |            |        |                                             |                                                               |
| 03 | 2007/01/19 | 1.10   | 百萬巨星殊死戰(下)                          | －                                                            |
| - 本集評審：王偉忠、黃韻玲、袁惟仁、鄧安寧、鄭建國、郭子乾、蔡康永 - 第一屆的百人初選，由賽前舉行的甄選會選出100位參賽者，共分上下兩集播出。 - 比賽規則：演唱技巧占30%，台風外型占30%，明星特質占40%，評審每人有五分，每位參賽者有30秒的表演時間，沒有過關可有加分題，分數到了紅色區域就過關。 - 未過關：謝燕萩（超快感/孫燕姿）、董伊君（對你的愛/卓文萱）、盧筱文（最熟悉的陌生人/蕭亞軒）、郭雅綾（一個人的精采/蕭亞軒）、蕭玉兒（往日情/李玟）、 郭懿瑩（一個人生活/李玟）、許育婷（月兒彎彎/李玉剛）、江珍慧（我的最愛/張韶涵）……。 - 過關：陳浩（黑色幽默/周杰倫）、安伯政（原來你一直都在/張惠春）+（愛到無命無在驚/王識賢）、左鴻洋（痴心絕對/李聖傑）、賴舒筠（征服/那英）、劉明峰（你是我最深愛的人/永邦）、蔡政霖（I believe/范逸臣）+（愛如潮水/張信哲）+（翅膀/林依晨）+（蒙娜麗莎的眼淚/林志炫）、許仁杰（愛到底/庾澄慶）、陳美里（寫一首歌/順子）、徐韻琪（過敏/楊丞琳）+（找不到/SHE）、劉雯馨（Because of you/Kelly Clarkson）、陸蓉珍（喜歡你/陳潔儀）+（Silent all these years/孫燕姿）、卓予童（冰河/溫嵐）+（我愛你/蕭賀碩）、李孟儒（十字架上的愛/璽恩）、徐宛鈴（遺失的美好/張韶涵）、盧學叡（流沙/陶喆）+（Amazing Grace/Hayley Westenra）、高毓琇（永遠等待/順子）+（The Greatest Love Of All/Whitney Houston）、王定軒（痴心絕對/李聖傑）、謝宗翰（I believe/范逸臣）、吳婉君（不想讓你知道/周蕙）、李宣榕（原來你一直都在/張惠春）、沈民憲（小情歌/蘇打綠）+（夜來香/鄧麗君）、蘇貝如（寫一首歌/順子）……。 - 比賽結果：50人參賽，當中有32位選手過關，其餘18位失敗區選手確定淘汰。上下集合計52位參賽者晉級。 |            |        |                                             |                                                               |
| 04 | 2007/01/26 | 1.48   | 百萬殊死戰：50人取20人(上)                  | －                                                            |
| - 有二位參賽者謝宗翰與陳坤廷因課業問題和工作無法參加而退賽，所以只有50位選手參賽。 - 本集評審：王偉忠、黃韻玲、袁惟仁、動力火車、馬兆駿、孫鵬、鄭建國 - 比賽規則：每位參賽者有60秒的表演時間，評審每人五分，分數到了紅色區域就過關。 - 未過關：高毓秀（真情人/李玟）、王定軒（初戀粉色系/南拳媽媽）、沈民憲（one night in 北京/陳昇）、吳婉君（自由/李心潔）、張修瑋（精舞門/羅志祥）、賴舒筠（喜歡你/陳潔儀）、蔡沅霖（陌生人/蔡健雅）、鄭宇辰（精舞門/羅志祥）、蘇貝如（給我感覺/張惠妹）、吳姿穎（一個人的生活/林凡）、巫宗翰（新不了情/萬芳）、王俞勻（知道/張惠妹）、夏琳（排山倒海/張惠妹）。 - 過關：鄭智文（幸福獵人/羅志祥）、劉明峰（自創曲）、安琪（自創曲）、林宥嘉（愛/莫文蔚）、李宣榕（Yes or No/張惠妹）、安伯政（悲傷johnny/林曉培）、盧學叡（四季/A-Lin黃麗玲）。 - 比賽結果：22人參賽，當中有2位選手退賽，7位過關，13位暫時落入淘汰區。 |            |        |                                             |                                                               |
| 05 | 2007/02/02 | 0.94   | 艱難の戰役-百萬殊死戰：50人取20人(下)       | －                                                            |
| - 有二位參賽者謝宗翰與陳坤廷因課業問題和工作無法參加而退賽，所以只有50位選手參賽。 - 本集評審：王偉忠、黃韻玲、袁惟仁、動力火車、馬兆駿、孫鵬、鄭建國 - 比賽規則：每位參賽者有60秒的表演時間，評審每人五分，分數到了紅色區域就過關。 - 未過關：李孟儒（公轉自轉/王力宏）、方華（愛/莫文蔚）、徐韻淇（聽不到/五月天）、左鴻洋（May I love you/張智成）、李元智（靜靜的/庾澄慶）、康思婷（This is/林曉培）、陳浩（自創曲）、徐宛鈴（替身/周蕙）、陶嫚曼（討厭/芮恩）、張之綾（第九夜/李玟）、陳相融（沈默玩具/曹格）、吳昕可（逃亡/孫燕姿）、侯政廷（愛情釀的酒/紅螞蟻合唱團）、李珮如（我的最愛/張韶涵）、陳亭慧（自創曲：娃娃大變身）……。 - 過關：劉雯馨（飄浮/蔡依林）、謝震廷（我們小時候/Tank）、蔡政霖（不屑紀念/吳克群）、陳美里（星星/順子）、林佩薇（天黑黑/孫燕姿）、林彥銘（囚鳥/彭羚）、周定緯（Tell me/潘瑋柏）、袁明哲（白天不懂夜的黑/那英）。 - 獲得免死金牌：袁惟仁給吳婉君、黃韻玲給徐宛鈴、動力火車給許仁杰、王偉忠給陳亭慧、馬兆駿給巫宗翰、孫鵬給陶嫚曼、鄭建國給鄭宇辰。 - 比賽結果：23人參賽，8位過關，15人暫時落入淘汰區。上下兩集共有15位參賽者過關、7位參賽者（吳婉君、徐宛鈴、許仁杰、陳亭慧、陶嫚曼、巫宗翰、鄭宇辰）獲得評審免死金牌，共計22位參賽者晉級，共被淘汰28位。 |            |        |                                             |                                                               |
| 06 | 2007/02/09 | 1.26   | 風雲再起 - 新聲報到X敗部復活-44人取5人      | －                                                            |
| - 本集評審：白歆惠、黃韻玲、袁惟仁、動力火車、賈靜雯、張勝豐、鄭建國 - 比賽規則：每位參賽者有30秒的表演時間，達到16分過關，5分以上可有加分題。最後過關者若超過5人，就從其中選前5名參加「終極敗部復活」。 - 未過關：蕭玉兒（白天不懂夜的黑/那英）、許育婷（想家/卓文萱）、陳怡琳（天亮以後說分手/信樂團）、洪正則（星晴/周杰倫）、郭芹雯（我要飛/飛兒樂團）、謝燕萩（口香糖/梁詠琪）、江豪（海嘯/庾澄慶）、王韻筑（中意他/梁詠琪）、黃嘉偉（天天/陶喆）、蘇依俐（我不會飛/張玉華）、尤鴻銘（兵變/康康）。 - 中場表演：動力火車（除了愛你還能愛誰/動力火車）。 - 過關：紀文豪（除了愛你還能愛誰/動力火車）、陳展逸（曹操/林俊傑）、郭重佑（零/柯有倫）、高振梅（找自己/陶喆）、孫健理（愛情樹/張智成）、任國華（痴心絕對/李聖傑）、陳舜明（冷水澡/黃立行）、潘裕文（流星下的願/張學友+許慧欣）+（one night in 北京/陳昇）、曾聖惠（第九夜/李玟）+（啞女情歌）……。 - 比賽結果：20人參賽，10位選手過關，10位選手失敗；評審最後決定選出潘裕文、郭重佑、高振梅、孫健理、曾聖惠進入「終極敗部復活」，共15位被淘汰。 |            |        |                                             |                                                               |
| 07 | 2007/02/16 | 1.38   | 群星歡唱賀新春                              | －                                                            |
| - 開場表演：楊培安（小小羊兒要回家/楊培安）+鄭建國（剪愛/張惠妹）。 - 本集評審：馬兆駿、黃韻玲、袁惟仁、楊培安、鄭建國 - 比賽規則：首度亮相熒光幕前開唱的藝人將上星光舞台接受評審們的指教，評審每人五分，分數到達紅色區域即過關，過關者可擲骰子得獎金。 - 劉真+何嘉文（拜年/趙樹海）、何戎+壯壯+陳漢典（恭喜發財/中國娃娃）、劉喆瑩+王怡仁（迎春花/鄧麗君）、黃安琪+劉真+何嘉文+何戎+壯壯+陳漢典+劉喆瑩+王怡仁+陶晶瑩（恭喜恭喜/中國娃娃）。 - 劉真（姊姊妹妹站起來/陶晶瑩）+火舞表演16分。 - 何嘉文（遇見/孫燕姿）+（傷心酒店/江蕙）10分。 - 何戎（心動/林曉培）+模仿政治人物18分。 - 黃安琪（舞孃/蔡依林）+武術17分。 - 壯壯+陳漢典（舞女/陳小雲）+口技+模仿20分。 - 劉喆瑩（陰天/莫文蔚）+（走味的咖啡/林晏如）8分。 - 王怡仁（魔力ESP/范曉萱）+國標舞16分。 - 比賽結果：7組參賽，5組過關，2組失敗。 |            |        |                                             |                                                               |
| 08 | 2007/02/23 | 0.98   | 背水一戰：終極敗部復活 25人取3人            | －                                                            |
| - 開場表演：凡人二重唱+動力火車（征服/那英）。 - 本集評審：莫凡、尤秋興、袁惟仁、顏志琳、鄭建國 - 比賽規則：從「50人取20人」比賽落敗者中挑選20名，再加上第5集「風雲再起 - 新聲報到X敗部復活」中選出的5名來參賽。評審每人五分，參賽者有60秒表演時間，分數到了16分過關，評審會選出3名加入比賽。 - 未過關：曾聖惠（好想好好愛你/周蕙）、吳昕可（第一天/孫燕姿）、孫健理（Let me go）、張之綾（愛的主打歌/蕭亞軒）、高振梅（自創曲）、徐韻淇（遺失的美好/張韶涵）、郭重佑（Linken park）、蘇貝如（寫一首歌/順子）、左鴻洋（愛如潮水/張信哲）、王俞勻（不想讓你知道/周蕙）、方華（離開我/陶晶瑩）、張文綺（唯舞獨尊/蔡依林）、楊宗緯（我們小時候/Tank）……。 - 過關：潘裕文（流星下的願/張學友+許慧欣）。 - 30秒清唱PK：郭重佑（天高地厚/信樂團）0票PK蘇貝如3票(勝)。 - 比賽結果：25位參賽者中，只有1位過關晉級，24位落入失敗區。由失敗區24位選手中，評審們最後決定選出楊宗緯晉級，然後也選出了郭重佑、蘇貝如作清唱30秒PK，蘇貝如勝出晉級。本集共有3位晉級，25強名單確定。 |            |        |                                             |                                                               |
| 09 | 2007/03/02 | 1.11   | 適者生存：一對一PK賽(上)                    | 劉雯馨、鄭宇辰                                                |
| - 本集評審：楊培安、馬兆駿、袁惟仁、左安安、鄭建國 - 比賽規則：參賽者抽籤決定PK對手，PK後分數較低者進入敗部，最後評審由敗部選出兩人淘汰。 - 盧學叡（讓每個人都心碎/黃大煒）15分PK楊宗緯（旋木/王菲）14分。 - 劉明峰（自創曲：搖滾信仰）14分PK陳亭慧（自創曲：給姐的祝福）18分。 - 林佩薇（愛的力量/飛兒樂團）15分PK劉雯馨（說愛你/蔡依林）14分。 - 鄭宇辰（手記/Rain）10分PK許仁杰（男人的錯/陳奕迅）18分。 - 李宣榕（孤單芭蕾/許慧欣）15分PK蔡政霖（兄妹/陳奕迅）12分。 - 鄭智文（嗆司嗆司/羅志祥）12分PK林彥銘（趁早/張宇）14分。 - 比賽結果：12位參賽者中，有6位選手過關，有6位選手PK失敗；2人遭到淘汰，共10位參賽者晉級。 |            |        |                                             |                                                               |
| 10 | 2007/03/09 | 1.11   | 鹿死誰手：一對一PK賽(下)                    | 吳婉君、袁明哲、陶嫚曼（陶妍妏）                              |
| - 本集評審：楊培安、馬兆駿、袁惟仁、左安安、鄭建國 - 比賽規則：參賽者抽籤決定PK對手，PK後分數較低者進入敗部，最後評審由敗部選出兩人淘汰。 - 安琪（自創曲：愛情葬禮）14分PK袁明哲（Para Para Sakura/郭富城）12分。 - 蘇貝如（自創曲：就是這一秒）13分PK巫宗翰（自創曲：Double Happy）14分 。 - 潘裕文（離人/林志炫）17分PK陳美里（被愛的女人/李玟）14分。 - 吳婉君（You make me free/張惠妹）11分PK安伯政（你的背包/陳奕迅）15分。 - 林宥嘉（走鋼索的人/李泉）19分PK陶嫚曼（猜心/萬芳）13分。 - 徐宛鈴（你的甜蜜/范曉萱）15分PK周定緯（愛是懷疑/陳奕迅）17分PK謝震廷（似曾相識/陶喆）20分。 - 謝震廷的演唱獲評審充分肯定，分數首次達20分。〈榮獲第27屆金曲獎最佳新人獎〉 - 比賽結果：13位參賽者中，有6位選手過關，有7位選手PK失敗；3人遭到淘汰，共10位參賽者晉級。上下集共計20位參賽者晉級。 |            |        |                                             |                                                               |
| 11 | 2007/03/16 | 1.05   | 再見風華：老歌指定賽                        | 鄭智文（20名）、林佩薇（19名）                                |
| - 本集評審：張宇、周治平、袁惟仁、黃子佼、柴智屏 - 比賽規則：20位參賽者分成2組，每組10位，首10位需要自選一首二十年以上的老歌，未達16分則落入失敗區，本集預計淘汰1位選手。 - 安琪（我的心裡只有你沒有他/靜婷）15分。 〈改編自西班牙歌曲Historia de un Amor（巴拿馬曲作家Carlos Eleta Almarán），原唱是香港歌壇長青樹靜婷，作詞是陳蝶衣〉 - 周定緯（Unchained melody/Righteous Brothers）17分。 〈Unchained melody是1990年電影第六感生死戀的主題曲, 原唱是1960年Righteous Brothers正義兄弟，1997黎安重唱此歌獲得葛萊美獎，因1990年的「第六感生死戀」而再次大受歡迎〉 - 蔡政霖（月亮代表我的心/萬芳）12分。 〈被鄧麗君唱紅的「月亮代表我的心」，原唱者是旅日歌手陳芬蘭，作詞是孫儀，作曲是翁清溪，歌詞內容是作曲人波士頓進修作曲的心境，內容述說旅居他鄉的他，感觸路上情侶的甜蜜、悲傷〉 - 徐宛鈴（哭砂/黃鶯鶯）13分。 〈1990年黃鶯鶯發行「讓愛自由」專輯，首波主打歌，透過她清亮優美的歌聲詮釋，讓人感受到濃濃的不捨情誼，這首歌也成為傳唱度很高的熱門單曲〉 - 楊宗緯（再見我的愛人/鄧麗君）20分。 〈收錄於島國之情歌-再見我的愛人（1975/海山）專輯中，作曲是平尾昌晃的Goodbye my love〉 - 陳亭慧（Can't take my eyes off of you/Frankie Valli）10分。 〈60年代電影「The Deer Hunter」電影主題曲，原唱是法蘭琪瓦利（Frankie Valli），Frankie Valli原本是four season合唱團的主唱，單飛之後這首歌就成為他最暢銷的單曲〉 - 鄭智文（一樣的月光/蘇芮）10分。 〈一樣的月光是電影「搭錯車」的主題曲，搭錯車獲得1983年電影音樂和歌曲兩項金馬獎，這首歌成功的將電影音樂變成流行歌曲，可說是改變國語音樂的一首重要歌曲〉 - 林佩薇（流水年華/鳳飛飛）11分。 〈作曲人是常富喜雄，而鳳飛飛的「流水年華」，收錄於「花有情花有愛」（1978/歌林）專輯中〉 - 蘇貝如（月琴/鄭怡）14分。 〈向民歌前輩致意的「月琴」，同時也是校園民歌成熱期的登峰之作，「再唱一段，思想起……」鄭怡清亮高亢的嗓音，隨著這首歌開頭那句清唱，永遠刻在台灣流行音樂歷史上〉 - 許仁杰（天上人間/李麗華）20分。 〈原是1940年電影「新茶花女」的插曲，由黎錦光譜曲，葉芳填詞，李麗華主唱，曲調輕快活潑，歌詞非常詩情晝意〉 - 本集最高分之3位參賽者：楊宗緯20分、許仁杰20分、周定緯17分。 - 比賽結果：10位參賽者中，3位過關，7位進入失敗區；2人遭到淘汰，共8位參賽者晉級。 - 終場表演：張宇+周治平+袁惟仁+黃子佼+柴智屏+陶晶瑩（我不能沒信心/鳳飛飛）。 |            |        |                                             |                                                               |
| 12 | 2007/03/23 | 1.14   | 石破天驚：快歌指定賽                        | 巫宗翰（18名）、林彥銘（17名）                                |
| - 本集評審：張宇、林睿君、袁惟仁、鄭建國、柴智屏 - 比賽規則：20位參賽者分成2組，每組10位，後10位參賽者需要自選一首快歌，未達16分則落入失敗區，本集預計淘汰1位選手。 - 巫宗翰（第一天/孫燕姿）12分。 - 謝震廷（找自己/陶喆）13分。〈榮獲第27屆金曲獎最佳新人獎〉 - 陳美里（要定你/李玟）12分。 - 劉明峰（波間帶/林俊傑）16分。 - 潘裕文+楊宗緯（馬戲團/陶喆）13分。 - 安伯政（說清楚/鄭秀文）14分。 - 李宣榕（人來瘋/溫嵐）15分。 - 林彥銘（It's my life/邦喬飛）13分。 - 林宥嘉（Can't take my eyes off of you/Frankie Valli）16分。 - 盧學叡（Let me know/李玖哲）14分。 - 本集最高分之3位參賽者：劉明峰16分、林宥嘉16分、李宣榕15分。 - 比賽結果：10位參賽者中，2位過關，8位進入失敗區；2人遭到淘汰，共8位參賽者晉級。上下集共計16位參賽者晉級。 |            |        |                                             |                                                               |
| 13 | 2007/03/30 | 1.39   | 同舟共濟：合唱指定賽                        | 安琪（16名）                                                  |
| - 本集評審：黃韻玲、周治平、袁惟仁、小蟲、鄭建國 - 比賽規則：16位參賽者將被分成8組，製作人依音色、音域決定對唱組合，自選一首合唱歌曲，每組16分以上才能過關，最終由未過關者中選擇一名淘汰。 - 周定緯+李宣榕（愛得正好/蘇永康+陳潔儀）16分。 - 劉明峰+安琪（許願/古巨基+梁詠琪）11分。 - 盧學叡+陳美里（今天你要嫁給我/陶喆+蔡依林）16分。 - 楊宗緯+潘裕文（你那麼愛她/林隆璇+李聖傑）18分。 - 蔡政霖+蘇貝如（是你決定我的傷心/李聖傑+張玉華）11分。 - 林宥嘉+徐宛鈴（梁山伯與茱麗葉/卓文萱+曹格）19分。 - 安伯政+謝震廷（屋頂/吳宗憲+溫嵐）19分。 - 許仁杰+陳亭慧（明明很愛你/品冠+梁靜茹）14分。 - 本集最高分之3組參賽者：林宥嘉+徐宛鈴19分、安伯政+謝震廷19分、楊宗緯+潘裕文18分。 - 比賽結果：16位參賽者中，10位選手過關，6位進入失敗區；1人遭到淘汰，共15位參賽者晉級。 - 終場表演：楊宗緯（再見我的愛人/鄧麗君）。 |            |        |                                             |                                                               |
| 14 | 2007/04/06 | 1.60   | 突破重圍：15強淘汰賽                        | 陳美里（14名）、陳亭慧（15名）                                |
| - 本集評審：黃韻玲、袁惟仁、鄭建國 - 陪審團：田家達、路嘉欣、吳仕龍、陳顯政、小Call、羅淑幃、吳佩珊、忍者少年、林嘉媞、白韋 - 比賽規則：評審3人一人5分，共計15分。參賽者得超過10分過關。最後陪審團從未過關者中投票，得票最高的兩位淘汰。 - 盧學叡（末日之戀/張智成）12分。 - 劉明峰（害怕/林俊傑）12分。 - 蔡政霖（不可能錯過你/王力宏）10分。 - 林宥嘉（你快樂所以我快樂/王菲）11分。 - 李宣榕（愛上了一條街/蔡依林）10分。 - 楊宗緯（人質/張惠妹）13分。 - 安伯政（愛你無條件/黃乙玲）11分。 - 徐宛鈴（遇上愛/楊丞琳）12分。 - 潘裕文（愛中飛行/石康軍+信樂團）11分。 - 陳美里（眷戀/順子）9分。 - 謝震廷（天天/陶喆）11分。〈榮獲第27屆金曲獎最佳新人獎〉 - 周定緯（婚禮的祝福/陳奕迅）13分。 - 蘇貝如（吉他手/陳綺貞）9分。 - 許仁杰（forever love/王力宏）12分。 - 陳亭慧（離不開他/溫嵐）9分。 - 本集最高分之3組參賽者：楊宗緯13分、周定緯13分、盧學叡12分、劉明峰12分、徐宛鈴12分、許仁杰12分。 - 未過關者所得陪審團票數：蔡政霖1票、李宣榕1票、陳美里3票、蘇貝如2票、陳亭慧3票。 - 比賽結果：15位參賽者中，10位選手過關，5位進入失敗區；2人遭到淘汰，共13位參賽者晉級。 |            |        |                                             |                                                               |
| 15 | 2007/04/13 | 1.72   | 舞台的逆襲：臨場狀況考驗賽                  | -                                                             |
| - 本集評審：黃韻玲、袁惟仁、鄭建國、張宇、小蟲 - 比賽規則：參賽者挑戰自己最崇拜的偶像經典歌曲，未達16分則落入失敗區。最後由過關者投票選出一位淘汰。 - 許仁杰（凌晨三點鐘/張智成）16分。 - 安伯政（我要的不多/馬兆駿）14分。 - 謝震廷（流沙/陶喆）13分。〈榮獲第27屆金曲獎最佳新人獎〉 - 徐宛鈴（一個像夏天一個像秋天/范瑋琪）16分。 - 劉明峰（用情/張信哲）18分。 - 盧學叡（愛很簡單/陶喆）20分。 - 中場表演：盧學叡（阿美族古調）。 - 李宣榕（記得/張惠妹）15分。 - 蔡政霖（翅膀/林俊傑）14分。 - 楊宗緯（背叛/曹格）11分。〈評審故意刁難的方式淘汰他〉 - 潘裕文（我真的受傷了/張學友）14分。 - 周定緯（Hug/東方神起）19分。 - 蘇貝如（在你和天空之間/趙之璧）13分。 - 林宥嘉（打開愛/王力宏）19分。 - 當天錄影是楊宗緯生日，主辦製作單位為了幫楊宗緯慶生，請評審以極度刁難的方式淘汰他，並告訴過關者真實情形，請他們串通好以多數決淘汰楊宗緯，最終楊宗緯總分是21.5分。 - 本集最高分之3組參賽者：楊宗緯21.5分、盧學叡20分、周定緯19分、林宥嘉19分。 - 楊宗緯為本集第一名，可獲得銀飾、化妝品、手錶、電子琴計價值五萬元獎品。 - 比賽結果：13位參賽者中，有6位選手過關，7位進入失敗區；0人遭到淘汰，共13位參賽者晉級。 |            |        |                                             |                                                               |
| 16 | 2007/04/20 | 1.78   | 優勝劣敗：星光一對一PK賽                    | 蘇貝如（13名）、蔡政霖（12名）                                |
| - 本集評審：黃韻玲、袁惟仁、鄭建國、左安安、小蟲 - 比賽規則：本集分兩輪舉行，第一輪由參賽者抽籤決定自己的對手，第一回合落敗選手將進行敗部PK，再度落敗則當場淘汰，預計淘汰三人。 - 第一輪：〈選手抽籤PK〉 - 安伯政（不痛/張韶涵）14分PK許仁杰（不如這樣/陳奕迅）17分。 - 謝震廷（愛情樹/張智成）15分PK楊宗緯（祝我生日快樂/周杰倫）20分。 - 蔡政霖（Piano/范逸臣）15分PK周定緯（秋意濃/張學友）20分。 - 蘇貝如（寧夏/梁靜茹）13分PK劉明峰（寂寞讓你更快樂/陳奕迅）20分。 - 李宣榕（剪愛/張惠妹）18分PK盧學叡（刺心/張智成）16分。 - 林宥嘉（真的嗎/莫文蔚）14分PK徐宛鈴（話題/周蕙）16分PK潘裕文（安全感/王力宏）20分。 - 第二輪：〈落敗選手抽籤PK〉 - 蔡政霖（May I love you/張智成）17分PK謝震廷（千年淚/Tank）19分。 - 蘇貝如（生日快樂/劉若英）16分PK林宥嘉（我是一隻魚/任賢齊）16分。 - 安伯政（腳踏車/王識賢）20分PK盧學叡（你不在/王力宏）20分。 - 比賽結果：13位參賽者中，7位選手第一輪過關，6位第一輪PK失敗；而在第二輪PK失敗中，1人失敗，2組同分，評審以4:1〈唯一一票投給蘇貝如的是袁惟仁，原因是讓他求仁得仁〉讓林宥嘉晉級，蘇貝如被淘汰。至於也是同分安伯政及盧學叡，評審決定讓他們同時晉級，所以2人遭到淘汰，共11位參賽者晉級。 |            |        |                                             |                                                               |
| 17 | 2007/04/27 | 1.95   | 挑戰．試煉：藝人合唱指定賽                  | 徐凱希（徐宛鈴）（11名）                                      |
| - 特別來賓：黃大煒、萬芳、戴愛玲 - 本集評審：袁惟仁、鄭建國、小蟲、張宇、趙詠華 - 比賽規則：參賽者需與知名歌手一同合唱，未達16分則落入失敗區，預計淘汰一人。 - 許仁杰+戴愛玲（對的人/戴愛玲）15分。 - 劉明峰+戴愛玲（千年之戀/信樂團+戴愛玲）11分。 - 潘裕文+袁惟仁（旋木/王菲）17分。 - 盧學叡+袁惟仁（離開我/陶晶瑩）13分。 - 李宣榕+萬芳（新不了情/萬芳）13分。 - 安伯政+小蟲（紙雲煙/袁小迪）9分。 - 徐宛鈴+趙詠華（求婚/趙詠華）12分。 - 中場表演：楊宗緯（求婚/趙詠華）。 - 謝震廷+張宇（趁早/張宇）17分。 - 周定緯+張宇（月亮惹的禍/張宇）16分。 - 楊宗緯+黃大煒（讓每個人都心碎/黃大煒）18分。 - 中場表演：楊宗緯（背叛/曹格）。 - 林宥嘉+黃大煒（你把我灌醉/黃大煒）20分。 - 本集最高分之3組參賽者：林宥嘉20分、楊宗緯18分、潘裕文、謝震廷17分。 - 比賽結果：11位參賽者中，有5位選手過關，6位進入失敗區；1人遭到淘汰，共10位參賽者晉級。 |            |        |                                             |                                                               |
| 18 | 2007/05/04 | 2.45   | 機會．命運：踢館挑戰賽Part I                | -                                                             |
| - 開場表演：周定緯+楊韻禾（天生一對/楊韻禾+吳建豪）。 - 本集評審：黃立成、袁惟仁、鄭建國、施人誠、小蟲 - 比賽規則：節目單位開放民眾報名踢館，並由報名者中選出7位組成踢館軍團，來和星光幫比賽PK，沒有被挑戰者抽到的星光幫成員可保送晉級，分數比挑戰者低的，則需進入失敗區，預計淘汰兩人。 - 踢館者〈依上場順序〉：陳嘉琪、林道遠〈二12〉、張珮瑩、林紹智、侯筱威、張懷顥〈超偶八5〉、Style。 - 陳嘉琪（愛你的兩個我/溫嵐）15分PK謝震廷（只對你說/林俊傑）17分。 - 林道遠（愛很簡單/陶喆）18分PK林宥嘉（懸崖/齊秦）20分。 - 張珮瑩（第一天/孫燕姿）12分PK許仁杰（我還能愛誰/許志安）20分。 - 林紹智（Waiting for you/胡彥斌）10分PK潘裕文（蝸牛/周杰倫）13分。 - 侯筱威（別讓我心疼/鄭中基）16分PK李宣榕（不在乎他/張惠妹）17分。 - 張懷顥（你要的不是我/林俊傑）15分PK盧學叡（望春風/陶喆）20分。 - Style（愛錯/王力宏）17分PK楊宗緯+劉明峰（Super Woman/曹格）17分。 - 周定緯和安伯政沒有被抽到，所以直接晉級。 - 比賽結果：10位參賽者中，有8位選手過關，有2位選手輪空，沒有選手PK失敗；沒有選手遭到淘汰，共10位參賽者晉級。 |            |        |                                             |                                                               |
| 19 | 2007/05/11 | 2.73   | 隱藏的危機：踢館挑戰賽Part II               | 第十：安伯政                                                  |
| - 本集評審：王治平、袁惟仁、鄭建國、張宇、Tank - 比賽規則：節目單位開放民眾報名踢館，並由報名者中選出7位組成踢館軍團，來和星光幫比賽PK，沒有被挑戰者抽到的星光幫成員可保送晉級，分數比挑戰者低的，則需進入失敗區，預計淘汰一人。 - 踢館者〈依上場順序〉：鄭森、張誠菡〈超偶三7〉、佐藤飛、蕭敬騰、侯筱威、顏正棋、采伶。 - 鄭森（走鋼索的人/李泉）14分PK周定緯（接受我/陶晶瑩）16分。 - 張誠菡（隱形的翅膀/張韶涵）12分PK潘裕文（深海/張學友）16分。 - 佐藤飛（死灰復燃/戴愛玲）10分PK謝震廷（我可以/蔡旻佑）12分。 - 蕭敬騰（世界唯一的你/曹格）19分PK許仁杰（聽你聽我/張惠妹）16分。 - 侯筱威（相思無用/鄭中基）14分PK安伯政（不哭/林曉培）13分。 - 顏正棋（愛住治恨內底/向蕙玲）14分PK楊宗緯（可惜不是你/梁靜茹）19分。 - 采伶（沒那麼愛他/范瑋琪）12分PK劉明峰（停不了思念/自創曲）15分。 - 林宥嘉、盧學叡和李宣榕沒有被抽到，所以直接晉級。 - 比賽結果：10位參賽者中，5位選手過關，3位選手輪空，2位選手PK失敗；1人遭到淘汰，共9位參賽者晉級。 |            |        |                                             |                                                               |
| 20 | 2007/05/18 | 4.06   | 心魔：踢館挑戰賽Part III                    | 第九：李宣榕                                                  |
| - 本集評審：王治平、袁惟仁、鄭建國、張宇、錦繡二重唱 - 比賽規則：節目單位開放民眾報名踢館，並由報名者中選出7位組成踢館軍團，來和星光幫比賽，沒有被挑戰者抽到的星光幫成員可保送晉級，分數比挑戰者低的，則需進入失敗區，預計淘汰一人。 - 踢館者〈依上場順序〉：翁國丹、張涵雅〈四8、也入圍三次金曲獎最佳台語女歌手〉、吳孟桓、王瑄、陳嘉琪、辛巴〈二15〉、翁偉珉、蕭敬騰。 - 翁國丹（不必需要/自創曲）13分PK劉明峰（Original/自創曲）17分。 - 張涵雅（三天三夜/張惠妹）20分PK李宣榕（體會/陳慧琳）13分。 - 吳孟桓（害怕/林俊傑）14分PK許仁杰（專屬天使/Tank）19分。 - 王瑄（Open your eyes/張惠妹）9分PK盧學叡（故鄉普悠瑪/紀曉君）15分。 - 陳嘉琪（解脫/張惠妹）16分PK周定緯（眼淚知道/溫嵐）13分。 - 辛巴（煩/林曉培）12分PK林宥嘉（我愛的人/陳小春）20分。 - 翁偉珉（四季/A-Lin黃麗玲）17分PK謝震廷（吳克群/吳克群）13分。 - 蕭敬騰（背叛/曹格）20分PK楊宗緯（靠岸/林宇中）14分。 - 潘裕文沒有被抽到，所以直接晉級。 - 比賽結果：9位參賽者中，4位選手過關，1位選手輪空，4位選手PK失敗；1人遭到淘汰，共8位參賽者晉級。 |            |        |                                             |                                                               |
| 21 | 2007/05/25 | 5.35   | 他山之石可以攻錯：終極版指名踢館賽          | 第八：謝震廷                                                  |
| - 本集評審：辛曉琪、袁惟仁、鄭建國、張宇、黃韻玲 - 比賽規則：由8位踢館者指名星光選手挑戰，分數比踢館者低的，則需進入失敗區，預計淘汰一人。 - 踢館者〈依上場順序〉：候筱威、張涵雅〈四8、也入圍三次金曲獎最佳台語女歌手〉、梁文音〈二2〉、吳艾倫、蕭敬騰、程俞倫、陳嘉琪、林道遠〈二12〉 - 候筱威（愛是如何傷了你我的心/鄭中基）13分PK許仁杰（天使忌妒的生活/曹格）17分。 - 張涵雅（Are You Ready/張惠妹）15分PK周定緯（春光乍洩/黃耀明）16分。 - 梁文音（失戀無罪/A-Lin黃麗玲）19分PK潘裕文（月光/王宏恩）17分。 - 吳艾倫（I'll be fine/自創曲）17分PK劉明峰（依戀/自創曲）16分。 - 蕭敬騰（新不了情/萬芳）21分PK楊宗緯（新不了情/萬芳）24分。 - 中場表演：蕭敬騰+楊宗緯（背叛/曹格）。 - 程俞倫（真的/張韶涵）15分PK盧學叡（回家/A-Lin黃麗玲）17分。 - 陳嘉琪（什麼樣的愛/蔡依林）16分PK謝震廷（力量/羅志祥）13分。 - 林道遠（天天/陶喆）17分PK林宥嘉（你是我的眼/蕭煌奇）25分。 - 本集比賽中，林宥嘉演唱蕭煌奇的《你是我的眼》拿下25分的滿分，是第一屆比賽出現的第一個25分，也是超級星光大道的第一個25分。 - 比賽結果：8位參賽者中，5位選手過關，3位選手PK失敗；1位遭到淘汰，共7位參賽者晉級。三集共淘汰了3位，共有7位參賽者順利晉級。 - 終場表演：楊宗緯+蕭敬騰（再見我的愛人/鄧麗君）。 |            |        |                                             |                                                               |
| 22 | 2007/06/01 | 5.85   | 險峰：不插電演唱淘汰賽                      | 第七：許仁杰                                                  |
| - 開場表演：林志炫（Making Love Out Of Nothing At All/Air Supply）。 - 本集評審：林志炫、袁惟仁、鄭建國、張宇、黃韻玲 - 比賽規則：參賽者以不插電(Unplugged)方式演出，即不使用電子琴、電吉他等電子樂器，而使用木吉他、鋼琴等傳統樂器來演奏歌曲。未達16分則落入失敗區，預計淘汰1人。 - 劉明峰（原諒/張震嶽）18分。 - 周定緯（猜不透/張韶涵）17分。 - 林宥嘉（那些日子/陶晶瑩）20分。 - 盧學叡（沙灘/陶喆）13分。 - 潘裕文（留給你的窗/伍思凱）17分。 - 許仁杰（安靜/周杰倫）14分。 - 楊宗緯（聽說愛情回來過/林憶蓮）20分。 - 本集最高分之3組參賽者：林宥嘉20分、楊宗緯20分、劉明峰18分。 - 比賽結果：7位參賽者中，5位選手過關，2位進入失敗區；1位遭到淘汰，共6位參賽者晉級。 |            |        |                                             |                                                               |
| 23 | 2007/06/08 | 6.87   | 積分賽（一） 水能戴舟：地獄悲歌vs天堂high歌 | -                                                             |
| - 本集評審：林志炫、袁惟仁、鄭建國、張宇、黃韻玲 - 本集請到20位失戀陣線聯盟的陪審團作評分參考。 - 比賽規則：參賽選手必須在今天比賽中，一連演唱兩首歌曲，第一首是令人悲傷(地獄)的歌曲，利用歌曲的力量令現場呈現悲傷氣氛；立即演唱另一首是令人輕快(天堂)的歌曲，使現場回到快樂的氣氛，在氣氛的轉換中，除了唱功外，最重要的是歌聲的感染力。陪審團一人一票選出最佳人選，地獄＆天堂合計票數最多者即勝出。今天成績最高的人，可得五萬元獎金以及可以擔任電影主題曲《沉睡的青春》主唱。 - 盧學叡（氧氣/范曉萱）+（我不了解妳的明白/王宏恩）15分。 - 潘裕文（夜夜夜夜/齊秦）+（上弦月/許志安）18分。 - 林宥嘉（陌生人/蔡健雅）+（半個月亮/梁靜茹）17分。 - 劉明峰（改變/黃韻玲）+（把你藏起來/杜德偉）17分。 - 周定緯（往日情/李玟）+（二十二/陶喆）18分。 - 楊宗緯（雨天/孫燕姿）+（握不住的他/蕭蕭）20分。 - 本集最高分之3組參賽者：楊宗緯20分、潘裕文18分、周定緯18分。 - 比賽結果：楊宗緯地獄與天堂共獲得22票勝出，可得五萬元獎金以及可以擔任電影主題曲《沉睡的青春》主唱。6位參賽者中，沒人遭到淘汰，共6位參賽者晉級。 - 參賽者積分榜：楊宗緯20分、周定緯18分、潘裕文18分、劉明峰17分、林宥嘉17分、盧學叡15分。 |            |        |                                             |                                                               |
| 24 | 2007/06/15 | 5.44   | 積分賽（二） 老戰友：默契合唱考驗賽         | -                                                             |
| - 開場表演：林宥嘉（走鋼索的人/李泉）、SHE（聽袁惟仁彈吉他/SHE）。 - 本集評審：SHE、袁惟仁、鄭建國、張宇、黃韻玲 - 本集登場的第一屆老戰友：鄭智文、陳亭慧、李宣榕、徐宛鈴、蔡政霖、許仁杰。 - 比賽規則：選手要與已被淘汰的選手合唱一首歌，勝出者可獲得台北東京來回機票(3天2夜自由行)。在選手們選擇的6位星光同學中，由評審決定誰將會在下一集可以與偶像合唱一首歌。 - 為參加SHE簽唱會而有的棚內評選： - 盧學叡（雙棲動物/蔡健雅）15分。 - 劉明峰（白月光/張信哲）12分。 - 周定緯（交換禮物/L.A.Boyz）18分。 - 潘裕文（失去了你/王力宏）16分。 - 林宥嘉（愛我好嗎/卓文萱）20分。 - 楊宗緯（兩隻戀人/曹格）19分。 - 最後，由周定緯、潘裕文、林宥嘉、楊宗緯四人參加SHE簽唱會。 - 周定緯+鄭智文（著魔/B.A.D.）15分。 - 潘裕文+陳亭慧（手分手/陳亭慧自創曲）15分。 - 劉明峰+李宣榕（北極雪/陳慧琳+馮德倫（製作單位誤植為再見北極雪））14分。 - 楊宗緯+徐宛鈴（心動心痛/劉畊宏＋許慧欣）19分。 - 林宥嘉+蔡政霖（拔河/陳奕迅+梁漢文）23分。 - 盧學叡+許仁杰（少年/光良+曹格）21分。 - 本集最高分之3組參賽者：林宥嘉+蔡政霖23分、盧學叡+許仁杰21分、楊宗緯+徐宛鈴19分。 - 比賽結果：林宥嘉和蔡政霖以23分勝出，可獲得台北東京來回機票(3天2夜自由行)。另外許仁杰可以在下一集跟他的偶像合唱。 - 參賽者積分榜：林宥嘉40分、楊宗緯39分、盧學叡36分、周定緯33分、潘裕文33分、劉明峰31分。 |            |        |                                             |                                                               |
| 25 | 2007/06/22 | 5.14   | 積分賽（三） 星光依舊燦爛：偶像對唱抗壓戰   | 楊宗緯(退賽)                                                  |
| - 楊宗緯因個人問題而退賽，因此剩下了5位參賽者進入下一次比賽。〈因為謊報年齡而退賽〉 - 本集評審：辛曉琪、袁惟仁、鄭建國、張宇、黃韻玲 - 比賽規則：參賽者與藝人合唱一首歌，勝出的參賽者可獲得兩萬元獎學金，而藝人在節目最後可獲得打歌機會。 - 本集參與藝人來賓：張智成、周蕙、張棟樑、林志炫、康晉榮 - 許仁杰+張智成（重返寂寞/張智成）18分。 - 劉明峰+張智成（末日之戀/張智成）16分。 - 盧學叡+周蕙（不想讓你知道/周蕙）15分。 - 周定緯+張棟樑（痛徹心扉/張棟樑）21分。 - 潘裕文+林志炫（離人/林志炫）22分。 - 林宥嘉+康晉榮（到不了/康晉榮）23分。 - 本集最高分之3組參賽者：林宥嘉+康晉榮23分、潘裕文+林志炫22分、周定緯+張棟樑21分。 - 比賽結果：林宥嘉+康晉榮以23分勝出，林宥嘉可得獎學金兩萬元；康晉榮在節目最後演唱自己作品《離開了》。 - 終場表演：康晉榮（離開了/康晉榮）。 - 參賽者積分榜：林宥嘉63分、潘裕文55分、周定緯54分、盧學叡51分、劉明峰47分、楊宗緯39分。 |            |        |                                             |                                                               |
| 26 | 2007/06/29 | 4.50   | 積分賽（四） 堅持的勇氣：第五名決定賽       | 第五：劉明峰                                                  |
| - 本集評審：周蕙、袁惟仁、鄭建國、張宇、黃韻玲 - 比賽規則：參賽者第一輪先演唱一首指定老歌，最高分就直接進入總決賽；其餘4位參賽者則進入第二輪，參賽者需自選一首歌，由評審決定第五名選手。 - 第一輪：〈老歌指定曲〉 - 盧學叡（思慕的人/洪一峰）18分。 - 劉明峰（秋意濃/張學友）16分。 - 周定緯（是否/蘇芮）18分。 - 潘裕文（甘願/彭佳慧）19分。 - 林宥嘉（老實情歌/庾澄慶）23分。 - 中場表演：張宇（秋意濃/張學友）。 - 第一輪最高分之3組參賽者：林宥嘉23分、潘裕文19分、周定緯18分、盧學叡18分。 - 第二輪：〈第五名決定賽〉此輪不給分 - 潘裕文（白月光/張信哲）。 - 周定緯（第五街的誘惑/李玖哲）。 - 劉明峰（藍色天/自創曲）。 - 盧學叡（蘇麗珍/方大同）。 - 比賽結果：林宥嘉第一輪以23分最高分直接進入決賽；在第二輪比賽中，評審決定第五名是劉明峰，最後有4位參賽者進入總決賽。 - 終場表演：林宥嘉（愛我好嗎/卓文萱）、楊宗緯（兩隻戀人/曹格）。 - 參賽者積分榜：林宥嘉86分、潘裕文74分、周定緯72分、盧學叡69分、劉明峰63分。 |            |        |                                             |                                                               |
| 27 | 2007/07/06 | 7.11   | 總決賽                                      | 第一名：林宥嘉／第二名：周定緯 第三名：潘裕文／第四名：盧學叡 |
| - 本集評審：王偉忠、袁惟仁、曹格、張宇、黃韻玲 - 比賽規則：分為兩輪，之前的四集佔總分數的40%，總決賽佔總分數的60%。第一輪會選出第四名，由前四集加權分數加上第一輪加權分數最低分者為第四名。第二輪參賽者選自選曲比賽，分數最高的是冠軍。 - 參賽者加權積分榜：林宥嘉8.6分、潘裕文7.4分、周定緯7.2分、盧學叡6.9分。 - 第一輪：〈第四名決定賽〉 - 周定緯（預感/陳奕迅）21分。 - 盧學叡（Love Love Love/昊恩家家）18分。 - 潘裕文（走了嗎/袁惟仁）21分。 - 林宥嘉（Creep/Radiohead）25分。 - 林宥嘉演唱Radiohead的《Creep》獲得25分的滿分，是第一屆的比賽中個人第二次滿分。 - 第一屆超級星光大道第四名是盧學叡。 - 第二輪：〈總冠軍賽〉 - 潘裕文（鳳凰花開的路口/林志炫）。 - 林宥嘉（Last Order/陳奕迅）。 - 周定緯（Sad Tango/Rain）。 - 頒獎嘉賓：李宗盛。 - 第一名是林宥嘉，可以得到獎金一百萬元、獎盃一座，及華研唱片合約一只；第二名是周定緯，可以得到獎金三十萬元；第三名是潘裕文，可以得到獎金二十萬元。 - 比賽結果：第一名：林宥嘉、第二名：周定緯、第三名：潘裕文、第四名：盧學叡。 - 終場表演：蕭敬騰+楊宗緯+曹格（背叛/曹格）、楊宗緯（哭了/范曉萱）、盧學叡（美麗的稻穗/紀曉君）、星光一班（再見我的愛人/鄧麗君）。 |            |        |                                             |                                                               |
| 28 | 2007/07/13 | 7.11   | 今夜星光多美好：畢業頒獎典禮                | -                                                             |
| - 本集嘉賓：袁惟仁、鄭建國、黃韻玲 - 本集是星光一班畢業典禮，星光一班與老師們分享參賽的點點滴滴，並頒發獎項。 - 最勇敢女生獎：李宣榕（奢求/堂娜）。〈入圍：徐宛鈴、陳亭慧、李宣榕〉 - 最佳美聲獎：許仁杰（名字/張智成）。〈入圍：盧學叡（愛很簡單/陶喆）、潘裕文（離人/林志炫）、許仁杰（天上人間/李麗華）〉 - 最佳破音獎：劉明峰。〈入圍：謝震廷、劉明峰、潘裕文〉 - 最佳模仿獎：盧學叡。〈入圍：林宥嘉、盧學叡、楊宗緯〉 - 判若兩人獎：謝震廷。〈入圍：楊宗緯（髮型）、安伯政（克服緊張）、謝震廷（身高）〉 - 中場表演：安伯政（腳踏車/王識賢）。 - 最佳曖昧獎：徐宛鈴+林宥嘉（孩子/陳綺貞）。〈入圍：徐宛鈴+林宥嘉、許仁杰+盧學叡、潘裕文+楊宗緯〉 - 最佳忘詞獎：安伯政（都是夜歸人/許美靜）。〈入圍：林宥嘉、楊宗緯、安伯政〉 - 最佳表情獎：楊宗緯（領悟/辛曉琪）。〈入圍：林宥嘉、楊宗緯、謝震廷〉 - 特別貢獻獎：潘裕文+楊宗緯（靠岸/林宇中）。 - 最佳POSE獎：周定緯（洗牌/李玖哲）。〈入圍：周定緯、林宥嘉、潘裕文〉 - 最佳眼淚獎：潘裕文（火光/石康軍）。〈入圍：楊宗緯：瀑布哭法、林宥嘉：幼稚園哭法、潘裕文：瓊瑤哭法、Roger〉 - 簡訊人氣王：楊宗緯。 - 本集星光二班百人初選的參賽者來報到。 - 終場表演：星光一班（因為我相信/星光一班）。 |            |        |                                             |                                                               |

※節目內容資料來源：超級星光大道 1 Million Star 非官方vlog Final （页面存档备份，存于）
※收視率資料來源：AGB尼爾森媒體研究、中時娛樂

## 排名趨勢表
| 排名 | 第11集    | 第12集    | 第13集    | 第14集    | 第15集    | 第16集㈠  | 第16集㈡  | 第17集    | 第18集    | 第19集    | 第20集    | 第21集    | 第22集    | 第23集    | 第24集    | 第25集    | 第26集㈠  | 第26集㈡ | 第27集㈠  | 第27集㈡ |
| ---- | --------- | --------- | --------- | --------- | --------- | --------- | --------- | --------- | --------- | --------- | --------- | --------- | --------- | --------- | --------- | --------- | --------- | -------- | --------- | -------- |
| 1.   | 楊宗緯 20 | 劉明峰 16 | 林宥嘉 19 | 楊宗緯 13 | 盧學叡 20 | 楊宗緯 20 | 盧學叡 20 | 林宥嘉 20 | 林宥嘉 20 | 楊宗緯 19 | 林宥嘉 20 | 林宥嘉 25 | 林宥嘉 20 | 楊宗緯 20 | 林宥嘉 23 | 林宥嘉 23 | 林宥嘉 23 | 林宥嘉   | 林宥嘉 25 | 林宥嘉   |
| 2.   | 20        | 林宥嘉 16 | 徐宛鈴 19 | 周定緯 13 | 周定緯 19 | 周定緯 20 | 安伯政 20 | 楊宗緯 18 | 20        | 周定緯 16 | 19        | 楊宗緯 24 | 楊宗緯 20 | 潘裕文 18 | 盧學叡 21 | 潘裕文 22 | 潘裕文 19 | 潘裕文   | 潘裕文 21 | 周定緯   |
| 3.   | 周定緯 17 | 李宣榕 15 | 安伯政 19 | 盧學叡 12 | 林宥嘉 19 | 劉明峰 20 | 謝震廷 19 | 潘裕文 17 | 盧學叡 20 | 潘裕文 16 | 劉明峰 17 | 17        | 劉明峰 18 | 周定緯 18 | 楊宗緯 19 | 周定緯 21 | 盧學叡 18 | 周定緯   | 周定緯 21 | 潘裕文   |
| 4.   | 安 琪 15  | 安伯政 14 | 謝震廷 19 | 劉明峰 12 | 劉明峰 18 | 潘裕文 20 | 蔡政霖 17 | 謝震廷 17 | 李宣榕 17 | 16        | 盧學叡 15 | 潘裕文 17 | 周定緯 17 | 林宥嘉 17 | 周定緯 15 | 18        | 周定緯 18 | 盧學叡   | 盧學叡 18 |          |
| 5.   | 蘇貝如 14 | 盧學叡 14 | 楊宗緯 18 | 徐宛鈴 12 | 16        | 李宣榕 18 | 林宥嘉 16 | 周定緯 16 | 楊宗緯 17 | 劉明峰 15 | 楊宗緯 14 | 盧學叡 17 | 潘裕文 17 | 劉明峰 17 | 潘裕文 15 | 劉明峰 16 | 劉明峰 16 | 劉明峰   |           |          |
| 6.   | 徐宛鈴 13 | 潘裕文 13 | 潘裕文 18 | 12        | 徐宛鈴 16 | 17        | 蘇貝如 16 | 15        | 劉明峰 17 | 安伯政 13 | 李宣榕 13 | 周定緯 16 | 14        | 盧學叡 15 | 劉明峰 14 | 盧學叡 15 |           |          |           |          |
| 7.   | 蔡政霖 12 | 林彥銘 13 | 周定緯 16 | 林宥嘉 11 | 李宣榕 15 | 徐宛鈴 16 | 楊宗緯    | 盧學叡 13 | 謝震廷 17 | 謝震廷 12 | 周定緯 13 | 劉明峰 16 | 盧學叡 13 |           |           | 楊宗緯    |           |          |           |          |
| 8.   | 林佩薇 11 | 巫宗翰 13 | 李宣榕 16 | 安伯政 11 | 蔡政霖 14 | 盧學叡 16 | 周定緯    | 李宣榕 13 | 潘裕文 13 | 李宣榕    | 謝震廷 13 | 謝震廷 13 |           |           |           |           |           |          |           |          |
| 9.   | 陳亭慧 10 | 謝震廷 12 | 盧學叡 16 | 潘裕文 11 | 潘裕文 14 | 蔡政霖 15 | 劉明峰    | 徐宛鈴 12 | 周定緯    | 林宥嘉    | 潘裕文    |           |           |           |           |           |           |          |           |          |
| 10.  | 鄭智文 10 | 陳美里 12 | 陳美里 16 | 謝震廷 11 | 謝震廷 14 | 謝震廷 15 | 潘裕文    | 劉明峰 11 | 安伯政    | 盧學叡    |           |           |           |           |           |           |           |          |           |          |
| 11.  |           |           | 14        | 蔡政霖 10 | 安伯政 13 | 安伯政 14 | 李宣榕    | 安伯政 9  |           |           |           |           |           |           |           |           |           |          |           |          |
| 12.  |           |           | 陳亭慧 14 | 李宣榕 10 | 蘇貝如 13 | 林宥嘉 14 |           |           |           |           |           |           |           |           |           |           |           |          |           |          |
| 13.  |           |           | 蔡政霖 11 | 蘇貝如 9  | 楊宗緯 11 | 蘇貝如 13 | 徐宛鈴    |           |           |           |           |           |           |           |           |           |           |          |           |          |
| 14.  |           |           | 蘇貝如 11 | 陳亭慧 9  |           |           |           |           |           |           |           |           |           |           |           |           |           |          |           |          |
| 15.  |           |           | 劉明峰 11 | 陳美里 9  |           |           |           |           |           |           |           |           |           |           |           |           |           |          |           |          |
| 16.  |           |           | 安 琪 11  |           |           |           |           |           |           |           |           |           |           |           |           |           |           |          |           |          |

## 節目獎項
- 2007年 第42屆金鐘獎 -- 娛樂綜藝節目獎[5]
- 2007年 第42屆金鐘獎 -- 娛樂綜藝節目主持人獎：陶晶瑩

## 外部連結
- 中視《超級星光大道》官方網站
- 超級星光大道官方部落格(第一屆)